# Montesquiou (Gers)
Montesquiou é uma comuna francesa na região administrativa de Occitânia, no departamento de Gers. Estende-se por uma área de 46,8 km². Em 2010 a comuna tinha 592 habitantes (densidade: 12,6 hab./km²).